# 콜렉티브 (2019년 영화)
콜렉티브(Colectiv, Collective)는 루마니아에서 제작된 알레그잔데르 나나우 감독의 2019년 다큐멘터리 영화이다. 이 영화는 루마니아의 신문의 기자들이 의료 사기, 부패, 행정 실책을 파헤쳐나가는 모험을 그리고 있다.
이 영화는 베니스 영화제에서 2019년 9월 4일 초연되었으며 2020년 2월 28일에 루마니아에서, 2020년 11월 20일 영국과 미국 등 다른 나라들에서 개봉되었다.